# Little Driffield
Little Driffield är en by i civil parish Driffield, i distriktet East Riding of Yorkshire, i grevskapet East Riding of Yorkshire, i England. Byn är belägen 18 km från Beverley. Little Driffield var en civil parish 1866–1885 när blev den en del av Emswell with Little Driffield och Great Driffield. Civil parish hade 218 invånare år 1881. Byn nämndes i Domedagsboken (Domesday Book) år 1086, och kallades då Drigelinghe.